# 丸森町立丸森中学校
丸森町立丸森中学校（まるもりちょうりつ まるもりちゅうがっこう）は、宮城県伊具郡丸森町字田町南にある公立中学校。丸森町で唯一の中学校である。

## 沿革
- 2012年（平成24年）4月1日 - 丸森町内にあった中学校（丸舘、丸森東、丸森西、大内）が統合し開校[1]。

## 学区
- 丸森町全域

## 校訓
- 志学・至誠・修練[2]